# Физир ЛАФ
Физир-Џипси (а познат је под именом Физир ЛАФ) је једномоторни лаки спортски авион двосед, кога је направила авио радионица инжењера Рудолфа Физира из Петроварадина према властитом пројекту. Авион је полетео 1930. године и коришћен је за цивилну употребу до 1937. године.

## Историјат и развој
И пре него што је Средишна управа Аероклуба Краљевине Југославије покренула акцију подстицања производње домаћих авиона за потребе југословенског Аероклуба, Познати југословенски пројектант авиона инг. Рудолф Физир и његова радионица за израду авиона из Петроварадина већ су направили два прототипа лаких авион за спортске потребе наших Аероклубова. Један је био Физир ФН са Валтеровим мотором ZN 120, који је у фабрици Змај направљен у три примерка (за потребе Аероклуба), а други је био Физир ЛАФ. Дрвена конструкција авиона Физир ЛАФ је направљена у прототипској радионици Р. Физира а као погонска група послужио је де Хевилендов мотор Џипси 2 у то време јако популаран мотор за лаке авионе. Пројект авиона је назван Физир-Џипси, Физир према презимену конструктора, а Џипски према називу мотора, како је био обичај у то време. Под тим именом је авион касније и регистрован у југословенском регистру цивилних авиона. Међутим, када је авион направљен, и почело његово коришћење као назив авиона је прихваћен радни назив пројекта Физир ЛАФ (Лаки Авион Физир). После овог авиона, Физирова радионица је направила 1934. године још један авио за потребе Аероклубова Физир ФТ-1 „Небојша“.

## Технички опис
Труп авиона Физир ЛАФ је био правоугаоног облика дрвене конструкције. Нос авиона је обложен алуминијумским лимом, а остали део трупа је обложен лепенком. Авион је био двосед са тандем распоредом седишта (један иза другог), са отвореном кабином и дуплим командама тако да је могао да служи и за обуку пилота.
Крила авиона су имала правоугаони облик са заобљеним крајевима. Конструкција крила је била дрвена и састојала се од две ремењаче и ребара, а пресвлака је била од импрегнираног платна. На саставу горњих крила су били смештени резервоати за гориво направљени од месинганог лима. Горња крила су везана за труп помоћу четири кратке упорнице. Међукрилна веза је остварена помоћу четири косе упорнице и система жичаних затега. Крилца на горњим и доњим крилима су била повезана крутом полугом. Стајни трап је био класични неувлачећи без осовине израђен од челичних цеви са гуменом амортизацијом. Репна дрљача је била лисната опруга.

### Техничке карактеристике
- дужина =7,10 m
- висина =2,05 m
- размах крила =8,80 m
- површина крила =16,00 m²
- празан =436 kg
- полетна =636 kg
- максимална тежина =700 kg
- број мотора = 1 мотор
- тип = клипни-линијски
- КЕМ = де Хевиленд Џипси 2
- КЕМ снага = 1 x 76,6 kW
- КЕМ снага КС = 1 x 105 KS

### Перформансе
- највећа брзина = 175 km/h
- минимална брзина = 78 km/h
- брзина пењања = 200 – 250 m/min

## Оперативно коришћење
Авион Физир ЛАФ је регистрован 2. октобра 1931. године у Регистру цивилних ваздухоплова Краљевине Југославије и добио је регистарску ознаку UN-PAZ. Као власник уписана је Средишна управа Аероклуба (КЈАК) у Београду, која га је и користила. Када је 1933. године дошло до промене националног регистра (са UN на YU), авион Физир ЛАФ је добио нову регистарску ознаку YU-PAZ и са том ознаком је летео све до 1937. године када је избрисан из ваздухопловног регистра због дотрајалости.

## Земље које су користиле овај авион
| - Југославија |